# Orthotylus nassatus
Orthotylus nassatus är en insektsart som först beskrevs av Fabricius 1787.  Orthotylus nassatus ingår i släktet Orthotylus och familjen ängsskinnbaggar. Arten är reproducerande i Sverige. Inga underarter finns listade i Catalogue of Life.

## Bildgalleri

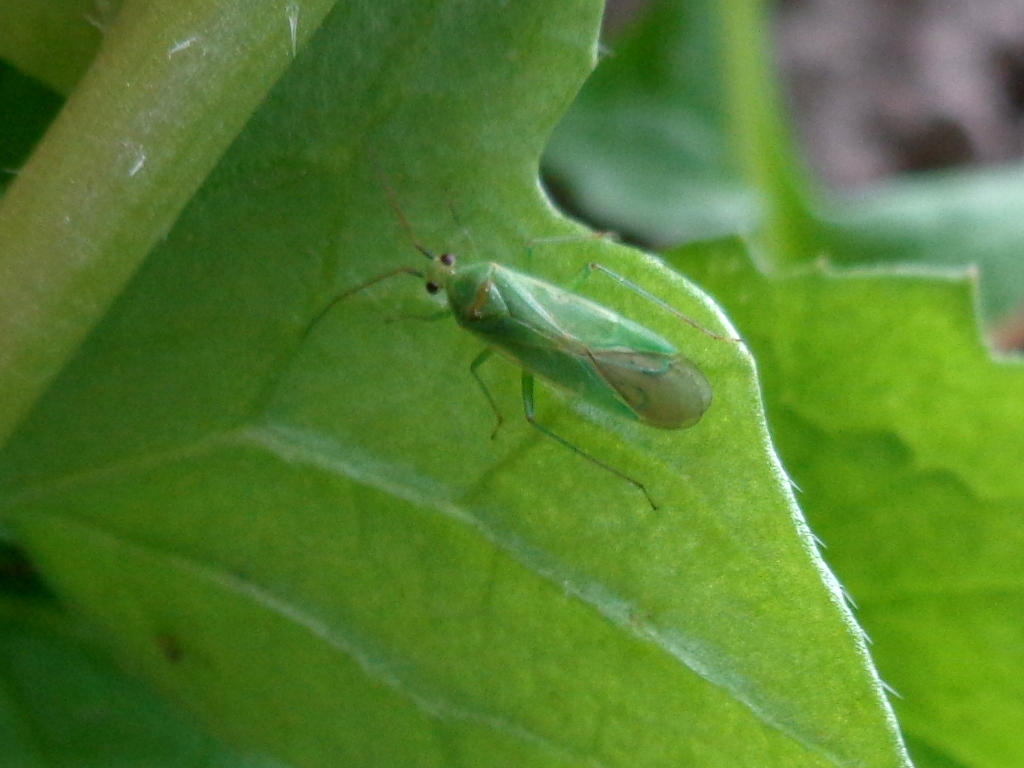